# Erlebnislyrik
Die Erlebnislyrik, deren Entstehung in der Zeit des Sturm und Drang angesiedelt wird, erweckt den Anschein der Unmittelbarkeit des Dargestellten. In der Erlebnislyrik wird die seelische Stimmung (stellenweise die des Autors) unvermittelt dargestellt. Erlebnislyrik wurde lange im Gegensatz zur Gedankenlyrik gesehen und damit verbunden herrschte die Vorstellung, diese Texte seien in einem Zug geschrieben, ohne dass sie im Nachhinein durch Reflexion verändert würden. Bei genauerer Betrachtung und Analyse der Metaphorik, des Rhythmus oder der Struktur wird diese Vorstellung, geprägt durch die Genieästhetik des Sturm und Drangs, unwahrscheinlich. Diese Art der Lyrik bedient sich gerne der Natur als Mittel zur Darstellung des Gemütszustandes der Hauptperson. Sonnenschein, duftende Wiesen und blühende Blumen sollen das Gefühl der Heiterkeit ausdrücken und auf den Leser einwirken. Wolken, Nebel, Regen und Kälte sollen dem Leser bei ihrer Schilderung real erscheinen und ihn in die, nun schlechte, Stimmung der Hauptperson bringen.
Der wohl bekannteste Vertreter dieser Stilrichtung der Lyrik war Goethe, der 1770 mit dem Schreiben der für die damalige Zeit neuen Art des Gedichtes begann. Die Goethesche Art der Erlebnislyrik prägt die deutsche Natur- und Liebeslyrik bis weit ins 19. Jh. hinein und bestimmt noch heutzutage das landläufige Verständnis von Lyrik.
Weiterhin gibt es Diskussionen, ob Minnesang auch zur Erlebnislyrik zählt. Verfechter dieser Theorie ist unter anderem Ulrich Müller, der ein Essay zu diesem Thema verfasst hat.

## Vorbilder und Anreger
Auf Shakespeare als Vorbild der Stürmer und Dränger wurde schon hingewiesen. Der Schweizer Johann Kaspar Lavater (1741–1801) entwickelte den Geniebegriff. Johann Gottfried Herder (1744–1803) machte auf die Volksdichtung aufmerksam und verdrängte damit das Ideal der antiken Kunst. Friedrich Gottlieb Klopstock (1724–1803) war mit seiner gefühlsbetonten religiösen Dichtung „Der Messias“ (1748) ein Idol des Sturm und Drang.

## Werke und Autoren
Die Vertreter des Sturm und Drang kamen vorwiegend aus dem Mittel- und Kleinbürgertum; ihre literarischen Betätigungen suchten sie materiell durch Hauslehrer- oder Pfarrstellen abzusichern, denn von der Literatur konnten sie nicht leben. Es fehlte ihnen nämlich die soziale Resonanz, ihre Bewegung blieb auf die Bekannten beschränkt, mit denen man sich zu Männerbünden zusammenschloss (z. B. Göttinger Hain). (Goethes erwähnter Roman blieb eine Ausnahme.) Hauptorte des Sturm und Drang waren Straßburg, Göttingen, Frankfurt am Main. Für viele Dichter, v. a. Goethe und Schiller, war der Sturm und Drang nur eine Phase ihres Lebens und Schaffens. Viele Autoren und Werke waren nur zu ihrer Zeit bekannt und sind heute weitgehend vergessen.